# Monitoribus asper
La locuzione latina Monitoribus asper, tradotta letteralmente, significa ribelle ai consigli. (Orazio, Ars poetica, v. 168)
Due parole chiarissime, con le quali il poeta delinea l'aspetto tipico di un adolescente il cui carattere ribelle rifugge dall'accettare i consigli delle persone con più esperienza.